# Víctor Pérez Petit
Pour les articles homonymes, voir Víctor Pérez, Pérez, Victor Petit (homonymie) et Petit.
Víctor Pérez Petit, né le 27 septembre 1871 à Montevideo et mort dans cette même ville en 1947, est un avocat, écrivain, poète, essayiste, rédacteur en chef et dramaturge uruguayen.

## Biographie
Víctor Pérez Petit était le fils de Juan Francisco Pérez et Elena Petit. En 1892, il obtient le baccalauréat ès sciences et des lettres; et en 1895, il réussit le doctorat en droit avec sa thèse intitulée "La liberté de faire est légitime". Il devint avocat.
La même année, en 1895, avec son compatriote José Enrique Rodó, ils créaient la revue littéraire "La Revista Nacional de Literatura y Ciencias Sociales". 
Entre 1908 et 1915, il fut directeur et rédacteur en chef du quotidien "El Tiempo" de Montevideo. Il édita également le quotidien uruguayen "El Orden". Il devint président de la Société des auteurs de l'Uruguay.
Le 29 octobre 1943, il participa à la séance inaugurale solennelle de l'Académie nationale des Lettres de l'Uruguay, présidée par le Président de la République Juan José de Amézaga.

## Œuvres littéraires
- Un amor
- El parque de los ciervos, [1898]
- Emilio Zola, [1902], (Émile Zola)
- Los Modernistas, [1902]
- Cervantes, [1905]
- Gil, [1902], Contes
- Joyeles bárbaros, [1907], (sonnets)
- Teatro, [1912]
- Las alas azules, (poèmes)
- Cuentos crueles
- Hipomnemo, (essaie)
- Civilización y barbarie: réplica a los intelectuales alemanes, [1915]
- Un sabandija, [1918]
- Rodó - Su vida y su obra, [1919]
- Entre los pastos, [1920] (1er prix pour ce roman, organisé par le journal "El Plata".)
- Cantos de la raza, [1924]
- La música de las flores y otros cuentos, [1924]
- Los ojos de Argos [1942]
- El jardín de Pampinea [1944]
- Lecturas [1942]
- Las tres catedrales del naturalismo, [1943]
- En la Atenas del Plata, [1944]
- Los evocadores, [1944]
- Heliópolis, [1944]
- De Weimar a Bayreuth, [1942]

## Œuvres théâtrales
- Cobarde, [drame en 3 actes, 1894]
- La rosa blanca, [comédie en 3 actes, 1906]
- Claro de luna, [comédie en 1 acte, 1906]
- Yorick, [tragédie en 4 actes, 1907]
- El esclavo rey, [comédie en 3 actes, 1908]
- La rondalla, [drame en 3 actes, 1908]
- El baile de Misia Goya, [comédie burlesque en 1 acte, 1908]
- Trilogie: 
  - La ley del hombre, [pièces en 3 actes, 1913]
  - Mangacha, [pièce en 3 actes, 1914]
  - Noche Buena, [pièce en 3 actes, 1914]
- Los picaflores, [comédie en 3 actes, 1915]
- El Príncipe Azul, [pièce en 3 actes, 1916]